# Hringvegur

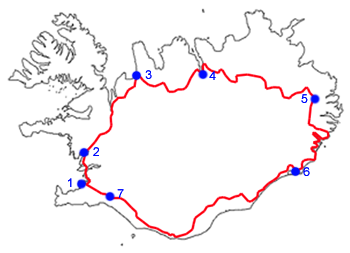
Hringvegur, projíždí městy:
1. Reykjavík
2. Borgarnes
3. Blönduós
4. Akureyri
5. Egilsstaðir
6. Höfn í Hornafirði
7. Selfoss

Hringvegur nebo Þjóðvegur 1 (Ring road), (česky Islandský silniční okruh) je hlavní silnice na Islandu. V délce 1339 km obepíná celý ostrov, spojující jeho jednotlivé regiony. Většinu povrchu komunikace tvoří asfalt, pouze menší část pak je pokryta štěrkem.
Její stavba byla dokončena v roce 1974 otevřením mostu přes řeku Skeiðará v jižní části ostrova. Na trase však stále ještě zůstávají zbytky původní komunikace ze čtyřicátých let minulého století s nebezpečnými úseky, jako je úzká vozovka, ostré zatáčky a výmoly (hlavně v úseku mezi Borgarnes a Blönduós).
Silnice je velmi populární především u turistů, kteří díky ní mohou objet celý Island a zhlédnout jeho nejatraktivnější místa v její blízkosti.

## Nejdůležitější místa na trase Hringvegur
(od Reykjavíku po směru hodinových ručiček)
- Reykjavík
- Borgarnes
- Blönduós
- Varmahlíð
- Akureyri
- Egilsstaðir
- Breiðdalsvík
- Djúpivogur
- Höfn
- Kirkjubæjarklaustur
- Vík í Mýrdal
- Skógar
- Hvolsvöllur
- Hella
- Selfoss
- Hveragerði

## Tunely
- Hvalfjörður
- Almannaskarð
- Fáskrúðsfjarðargöng
- Vaðlaheiði

## Galerie

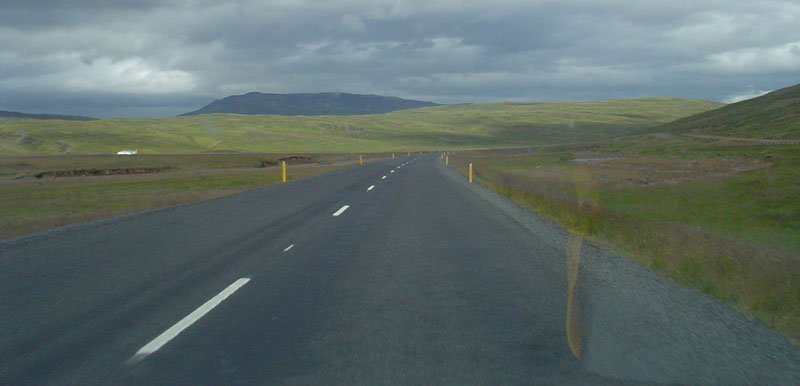
Hringvegur u fjordu Borgarfjörður
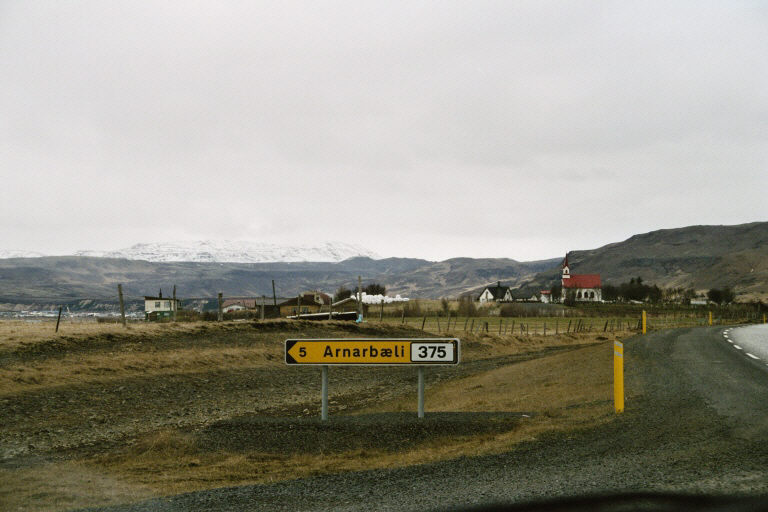
Hringvegur mezi městy Hveragerði a Selfoss
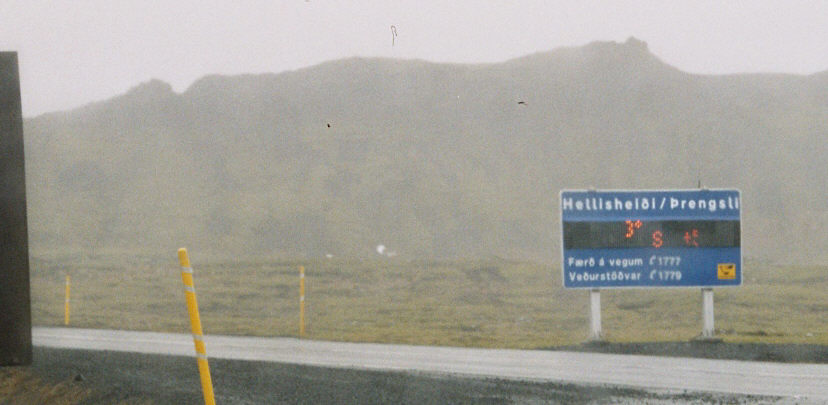
Cedule, ukazující podmínky na horách
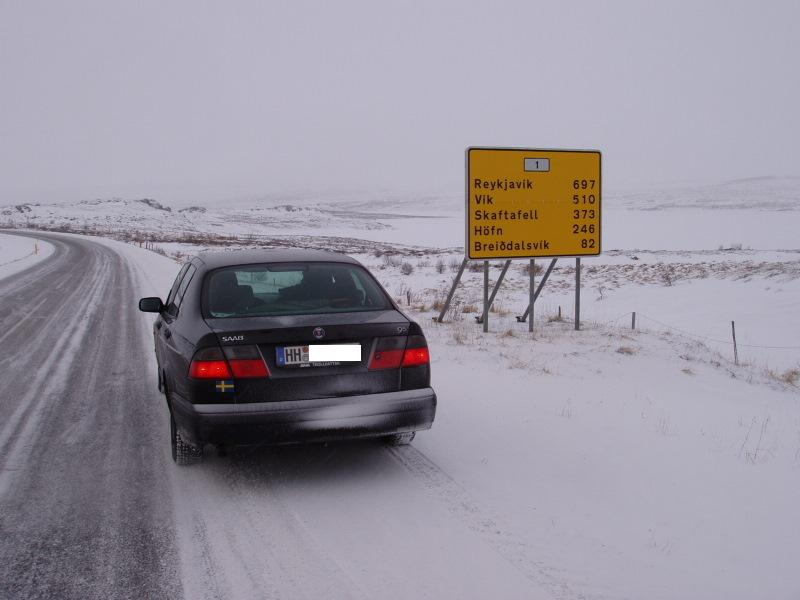
Hringvegur blízko Egilsstaðiru